# Somalia – Die große Anstrengung
Somalia – Die große Anstrengung ist ein Dokumentarfilm des DEFA-Studios für Kurzfilme von Winfried Junge aus dem Jahr 1976.

## Handlung
Es geht in diesem Film um die 1976 etwa geschätzten 5 Millionen Bürger der Republik Somalia. Das Land zieht sich vom Horn von Afrika bis zum Äquator, hat über 3000 Kilometer Küste am Indischen Ozean, dahinter sind wenig fruchtbare Gebiete, meist nur noch Steppe und Wüste. Aus der Geschichte ist es bekannt als Land des Weihrauchs und der Myrrhe, aber auch des Sklavenhandels. Die einstige britische und italienische Kolonie gilt als eines der ärmsten Länder der Welt. 1960 erhielt das Land die Unabhängigkeit und 1969 folgte eine Revolution. Zuvor konnte nur jeder Hundertste Lesen und Schreiben, nun seien Selbsthilfe und Selbstvertrauen ein nationales Gebot geworden, der Unwissenheit sei der Krieg erklärt worden. Wie das geschieht, wolle der Film zeigen.
Das ganze Land lernt Lesen und Schreiben. Die kleinen und großen Kinder in den überdachten Schulen oder auch im Freien. Bei jungen sowie alten Männern und Frauen das gleiche Bild und das sogar nach der Tagesarbeit. Da das Land zu wenig Lehrer hat, helfen solche aus den sozialistischen Ländern aus. Die sind besonders erforderlich, bei den weiterführenden Fächern, wie dem wissenschaftlichen Weltbild, den Naturwissenschaften und dem Marxismus-Leninismus. Die jungen Frauen in den Schulen lernen neben dem Lesen und Schreiben auch das Kochen und Stricken, aber es wird ihnen auch die Idee der Gleichberechtigung in Afrika vermittelt. Es geht auch um die beginnende Industrialisierung in einem Agrarstaat, die jungen Leute sollen einen erlernten Beruf haben und nicht länger Gelegenheitsarbeiter sein. In einem der ersten Ausbildungszentren für technische Berufe helfen Fachkräfte aus der DDR.
Am Institut für Lehrerbildung der Nationaluniversität werden die Grundlagen geschaffen, den Wissensdurst des Landes zu stillen. Voraussetzung für den historischen Fortschritt, auch in Afrika, ist die Entwicklung einer Arbeiterklasse. Erstmals in der Geschichte Somalias wird hier Eisen zur Herstellung einfacher landwirtschaftlicher Geräte und für Ersatzteile zur Reparatur derselben, geschmolzen. Die Fabrik ist neu, aber sie stärkt das Selbstbewusstsein und die Kraft auf eigenen Füßen zu stehen. Mit sowjetischer Hilfe wird am Äquator ein Staubecken mit angeschlossenem Bewässerungssystem gebaut, denn wo Wasser ist, wird das ausgetrocknete Land zur Oase und das hilft wiederum den Hunger zu besiegen. Eine 19-jährige Schriftsetzerin, die eine Oberschule besuchte, lernte aus Büchern Englisch, Italienisch und Arabisch und muss jetzt noch Somali dazulernen, denn seit 1972 hat ihre Muttersprache eine eigene Schrift, was durch die Revolution bewirkt wurde. Jeder Somalier hat das Recht auf Arbeit und Bildung. Eines der Mittel, die Unwissenheit der Bevölkerung zu beseitigen, zeigt ein Schnellkurs, in dem aus 3000 ehemaligen Schülern 3000 Lehrer werden.
Das alles ist ein Teil der großen Anstrengungen im Somalia des Jahres 1976.

## Produktion und Veröffentlichung
Somalia – Die große Anstrengung wurde unter dem Arbeitstitel Somalia I von der KAG futurum auf ORWO-Color gedreht.
Die Dramaturgie lag in den Händen von Curt Casper. Die Texte stammen von Winfried Junge und Werner Kohlert.
Auf der XIX.  Internationalen Leipziger Dokumentar- und Kurzfilmwoche für Kino und Fernsehen fand am 25. November 1976 die Uraufführung statt.
Der Film erschien 2019 in der Edition Jenseits von Golzow zusammen mit 14 weiteren Dokumentarfilmen von Winfried Junge bei Absolut Medien auf DVD.